# Guillermo Fatás Cabeza
Guillermo Fatás Cabeza (Saragossa, 1944) és un historiador aragonès, doctor en Filosofia i Lletres, i Catedràtic de l'Àrea d'Història Antiga de la Universitat de Saragossa. Anteriorment fou degà de la Facultat de Filosofia i Lletres i vicerrector d'Ordenació Acadèmica en aquesta mateixa Universitat. Fou director de la Institución Fernando el Católico (1993-2000).

## Biografia política
Fou cofundador d'Andalán, revista quinzenal editada per intel·lectuals aragonesos d'esquerres com José Antonio Labordeta o Eloy Fernández Clemente; posteriorment formà part del Partit Socialista Aragonès (PSA). L'Ajuntament de Saragossa li concedí la medalla de plata de la ciutat. Del 1993 al 2000 dirigí la Institución Fernando el Católico, i del 2000 al 2008 ha estat director del diari Heraldo de Aragón.

## Hipòtesi dels lemniscs
La Hipòtesi dels lemniscs és una hipòtesi sobre els possibles antecedents emblemàtics preheràldics del Senyal Reial formulada per l'historiador Guillermo Fatás Cabeza (1990) que es basa en la relació de vassallatge establerta entre el rei Sanç I d'Aragó i Pamplona i la Santa Seu el 1063. Basant-se en aquest fet històric, i a la premissa que els colors papals serien ja al segle xi el roig i daurat, prenent com a prova els lemniscs de la butlles papals, es conclou que els reis d'Aragó de la dinastia Ximena haurien adoptat aquests colors papals com a emblemes propis abans que aparegués l'evidència històrica més antiga que existeix sobre del Senyal dels Quatre Pals en l'escut que porta Ramon Berenguer IV en un segell que valida un document del 2 de setembre de 1150. Per a bastir aquesta hipòtesi Guillermo Fatás Cabeza reciclà un estudi de l'any 1928 de l'historiador alemany Paul Fridolin Kehr en què l'historiador alemany tracta d'esbrinar quan i com el regne d'Aragó esdevingué feudatari de la Santa Seu, centrant-se en l'estudi d'un decret del papa Gregori VII adreçat al bisbe d'Osca i rei d'Aragó. En descriure el decret papal que es conserva a la catedral de Jaca, Kher apuntà que «només queden uns fils de seda grocs i vermells dels quals penjava». Basant-se en aquesta dada Guillermo Fatás Cabeza establí la premissa que ja el 1063 aquests eren els colors emblemàtics de la Santa Seu. I basant-se en aquesta premissa, establí la hipòtesi que el rei Sanç I d'Aragó i Pamplona (v. 1042-1094), en declarar-se vassall de la Santa Seu, hauria adoptat els colors de la Santa Seu com a propis. Però la Hipòtesi dels lemniscs no fou arguïda ni pel mateix Guillermo Fatás Cabeza en l'edició del 2000, ha estat sempre ignorada pels heraldistes aragonesos Faustino Menéndez Pidal de Navascués i Alberto Montaner Frutos, i és menystinguda per l'historiador Juan José Sánchez Badiola (2010), qui afirma que: «la tesi d'un origen pontifici ha de reconèixer-se que compta amb molt pocs arguments al seu favor, ja que, malgrat que els colors groc i vermell eren emprats per la cancelleria pontificia, poc més poc treure's d'això».

## Obra[6]
- Sobre algunos manuales soviéticos de Historia Antigua, Zaragoza, 1974;
- «Excavaciones en Castillo de Miranda (Juslibol, Zaragoza)», Noticiario Arqueológico Hispánico, Madrid, 1972, pp. 227–269;
- Zaragoza, 1563, Zaragoza, 1974 (en colab. con G. M. Borrás);
- «La Antigüedad», en Los Aragoneses, Madrid, 1977 (E. Fernández, dir.), pp. 67–92;
- «Hispania entre Catón y Graco», Hispania Antigua, V, Valladolid, 1977, pp. 269–313;
- «Consideraciones sobre el colonato romano», Memorias de Historia Antigua, II, Oviedo, 1978, pp. 181–198 (colab. con F. Marco);
- «El vilicus en Hispania, Caesaraugusta», 45-46, Zaragoza, 1978, pp. 113–148;
- «Para una biografía de las murallas y puente de piedras de Zaragoza», Homenaje a don José María Lacarra, Zaragoza, 1977, pp. 305–328;
- La bandera de Aragón, Zaragoza, 1978 (colab. amb Guillermo Redondo Veintemillas);
- Aragón, nuestra tierra, Zaragoza, 1978 (2.ª ed., con E. Fernández);
- Lo que el mundo antiguo escribió sobre Caesaraugusta, Zaragoza, 1978;
- Los pueblos antiguos del Pirineo aragonés, Zaragoza, 1979;
- Diccionario de términos de arte y arqueología, Zaragoza, 1980 (con G. M. Borrás);
- «Romanos y celtíberos citeriores en el siglo i a. de C.», Caesaraugusta, 53-55, Zaragoza, 1981, pp. 191–234;
- I Concilio Cesaraugustano, dir., Zaragoza, 1981;
- Contrebia Belaisca. II Tabula Contrebiensis, Zaragoza, 1981;
- Guía histórico-artística de Zaragoza, 1982;
- La antigüedad cristiana en el Aragón romano, 1982;
- Aragoneses, 1983; Aragoneses ilustres, 1984 (colab. con María Dolores Albiac);
- Enciclopedia temática de Aragón, 1986-1994 (con A. Beltrán y G. Redondo);
- Los celtas en el Valle medio del Ebro, 1989;
- Heráldica aragonesa: Aragón y sus pueblos, 1990;
- Historia de Aragón, 1991;
- Blasón de Aragón: el escudo y la bandera, 1995 (colab. amb Guillermo Redondo Veintemillas);
- Antología de textos para el estudio de la Antigüedad en el territorio del Aragón actual, 1993;
- El Imperio Romano, 1995 (colab. con Joël Le Gall y M. Le Glay);
- Los Julio-Claudios y la crisis del 68, 1995;
- Historia de Zaragoza, 1997 (colab. con M. Beltrán Lloris);
- Materiales para un curso de historia antigua de la península Ibérica, 1997 (colab. con A. Orejas y P. López Barja);
- El Escudo de Aragón: V Centenario, 1949-1999, 1999 (colab. amb Guillermo Redondo Veintemillas)